# وكيل أباد (سردابة)
وکیل أباد (بالفارسية: وکیل‌آباد) هي قرية تقع في إيران في أردبيل. يقدر عدد سكانها بـ 888 نسمة .